# أندي تايلور
أندي تايلور (بالإنجليزية: Andy Taylor)‏ (30 أكتوبر 1988 في المملكة المتحدة - ) هو لاعب كرة قدم بريطاني في مركز الهجوم. لعب مع غريمسبي تاون وBrigg Town F.C. ‏ وBottesford Town F.C. ‏ وGrimsby Borough F.C. ‏.

## وصلات خارجية
- أندي تايلور على موقع قاعدة بيانات كرة القدم.إي يو (الإنجليزية)
- أندي تايلور على موقع Soccerbase.com (لاعب) (الإنجليزية)